# Tercera Guerra Macedònica
La Tercera Guerra Macedònica (171 aC - 168 aC) va ser una contesa entre la República Romana i el Regne de Macedònia. Aquesta guerra va significar la fi de la Macedònia hel·lenística i de la dinastia antigònida, tot i que Roma va tornar després per a la destrucció de Corint el 146 aC, durant la quarta guerra macedònica, similar a la destrucció de la innòcua Cartago durant la Tercera Guerra Púnica.

## Antecedents
Després de la mort del rei Filip V de Macedònia a 179 aC, el seu talentós i ambiciós fill, Perseu, va prendre el tron. Perseu es va casar amb Laodice, filla del rei Seleuc IV Filopàtor de l'Imperi Selèucida, i va incrementar la mida del seu exèrcit. Va forjar aliances amb Epir i diverses tribus d'Il·líria i Tràcia, i amb els enemics de les tribus tràcies aliades a Roma (com els sapeus, governats per Abrúpolis). A més, va renovar els seus antics contactes amb algunes ciutats estat gregues (polis). El rei va anunciar que duria a terme reformes a Grècia i restauraria el seu poder i prosperitat.
El rei Èumenes II de Pèrgam, que odiava a Macedònia, va acusar Perseu de tractar de violar les lleis dels altres estats i les condicions de pau entre Macedònia i Roma. L'enemistat que Èumenes tenia cap al Regne de Macedònia va fer que el 172 aC es presentés a Roma amb un elaborat escrit sobre el poder i els projectes hostils de Perseu. Al seu retorn, a Delfos, va patir un atemptat, que fracassà, organitzat pel cretenc Evandre, que es va atribuir a la instigació de Perseu. El fet que Evandre quedés poc després al servei de Macedònia va incrementar les sospites; els romans a més, van declarar haver descobert un intent d'enverinar a un dels seus oficials de nom Rammi, cosa que probablement no era certa i simplement pretenia posicionar el populatxo romà en contra de Perseu.
Els romans van començar a preocupar-se que Perseu pogués destruir el seu domini polític a Grècia i restaurar l'antiga sobirania macedònia sobre els estats grecs. Temorosos d'un canvi en la balança de poder a Grècia, van declarar una nova guerra contra Macedònia.

## Campanyes
El senat romà declarà la guerra a la primavera del 171 aC. Perseu estava al capdavant d'un exèrcit ben preparat i important, mentre els romans no estaven ben preparats; però el rei macedoni no va utilitzar aquest avantatge i buscava la pau. Quint Marci Filip, que va tenir una entrevista personal amb el rei a Tessàlia, el va convèncer per enviar una nova ambaixada a Roma, però aquesta ambaixada no va tenir cap resultat i mentre els romans van completar les lleves i els transports de l'exèrcit i subministraments a l'Epir i el cònsol Publi Licini Cras estava llest per iniciar la campanya.
Perseu va quedar convençut que la lluita ja no es podia ajornar i en un consell de guerra a Pel·la (Macedònia) es va decidir la guerra; va rebre el suport dels seus aliats, excepte Cotis III rei dels odrisis, i amb un exèrcit de 39.000 infants i 4.000 cavallers va envair Tessàlia i va acampar prop de Sicúrion, a la vall del Peneu, on aviat es va presentar el cònsol Cras; un combat entre les dues cavalleries va resultar favorable als macedonis. Perseu va obtenir la victòria en el primer combat, a la batalla de Cal·linic, contra l'exèrcit de Publi Licini Cras. El rei va oferir als romans un tractat de pau que va ser rebutjat. Calia una ofensiva decidida però Perseu va vacil·lar i va enviar noves propostes de pau, rebutjades per Cras; finalment Perseu, al final de l'any, es va retirar cap a Macedònia, sense ser perseguit pels romans.
Els romans van tenir molt de temps problemes de disciplina dins del seu exèrcit, i els comandants no podien trobar cap manera d'envair amb èxit el territori de Macedònia. Mentrestant, Perseu va derrotar a un altre exèrcit romà a Il·líria. El rei macedoni va tractar de convèncer a Èumenes de Pèrgam i al rei Antíoc III el Gran dels selèucides de passar-se al seu bàndol, però va fracassar.
El 170 aC no va aportar elements nous; els combats parcials van ser favorables a Perseu; la flota macedònia va derrotar a la romana a Oreos i el cònsol Aulus Hostili Mancí va provar d'entrar a Macedònia pels passos de l'Elimiòtida, però no ho va aconseguir i es va mantenir inactiu a Tessàlia. Els epirotes es van declarar a favor de Perseu que així va assegurar la seva frontera occidental; Perseu va aprofitar per fer una expedició contra els dardanis de la que va obtenir un important botí. A l'hivern va creuar les muntanyes cap a Il·líria amb l'objectiu de decantar al rei Genci al seu bàndol, cosa que finalment hauria aconseguit a canvi de diners que Perseu no va voler o poder pagar. Una altra expedició a Acarnània no va tenir resultats.
La primavera del 169 aC, el cònsol Quint Marci Filip creuà les muntanyes de l'Olimp i entrà a Macedònia prop d'Heraclèon. No obstant això, al principi el seu exèrcit estava massa cansat per lluitar després de la travessa. Aquí Perseu podia haver atacat, ja que ho tenia tot a favor, però el rei, vençut pel pànic, va abandonar la seva posició clau de Díon, i es va retirar a Pidna. Marci Filip el va seguir però per manca de provisions va haver de retirar-se a Fila, i Perseu va poder ocupar la línia de l'Enipeu.
La manca de victòries dels romans va decantar a molts en favor de Perseu: el rei Prúsies II de Bitínia i el govern de l'illa de Rodes van provar de negociar la pau en termes moderats; fins i tot Èumenes II de Pèrgam va iniciar converses secretes amb la mateixa finalitat, però Perseu no va voler o no va poder pagar la quantitat de diners que Èumenes demanava pels seus bons oficis; també la manca de pagament el va privar del servei de vint mil mercenaris gals que havien arribat a Macedònia i que es van retirar per aquest fet. Tampoc va ser generós amb els pagaments als estats grecs i a Genci d'Il·líria li va prometre 300 talents i després va mirar de no pagar-ne la major part. La possible aliança entre Perseu de Macedònia i Genci d'Il·líria va portar a la tercera guerra il·líria, en la que en trenta dies tot el territori va ser ocupat pels romans.
El 168 aC la guerra la va dirigir el cònsol Luci Emili Paulus que va arribar poc abans del començament de l'estiu. Va analitzar la situació i va trobar que no podia atacar la línia de l'Enipeu que estava massa fortificada i va decidir atacar pel flanc; va enviar al seu legat Escipió Nasica amb 8.000 homes cap al pas de Pítion, i això va forçar als macedonis a retirar-se cap a Pidna, on Perseu va esperar l'arribada de l'enemic; a la plana al costat de la ciutat es va lliurar la decisiva batalla de Pidna el 22 de juny del 168 aC; 20.000 macedonis van morir i la cavalleria va abandonar el camp sense lluitar. Perseu va fugir cap a Pel·la però abandonat pels seus amics, es va dirigir a Amfípolis acompanyat només d'alguns lleials i 500 mercenaris cretencs. Des d'Amfípolis es va dirigir a l'illa sagrada de Samotràcia.
En aquesta illa el pretor Gneu Octavi i la flota romana el van bloquejar; els romans no van intentar violar l'illa sagrada, però aviat tothom va abandonar a Perseu que va tractar de fugir a Tràcia per mar però no se'n va sortir i es va haver d'entregar al pretor romà. Portat davant Emili Paulus li va suplicar i el cònsol el va tractar amb amabilitat i li va deixar una posició d'acord amb el seu grau.

## Conseqüències
El 167 aC Emili Paulus va portar Perseu a Itàlia on va formar part del seguici del seu triomf (30 de novembre del 167 aC) i després va ser tancat a les masmorres, d'on va poder sortir aviat per la intercessió del mateix Emili Paulus, i enviat presoner a Alba, on va poder acabar la seva vida amb dignitat.
El Regne de Macedònia es va dividir en quatre repúbliques clientelistes de Roma. Aquestes repúbliques havien de pagar tribut als romans, encara que una quantitat menor que el tribut anterior, gràcies a Perseu. Les relacions polítiques i econòmiques entre els estats grecs i macedonis es van reduir. A més, els romans van fer centenars d'esclaus entre les principals famílies macedònies, incloent l'historiador Polibi.